# Робик, Жан
Жан Робик (фр. Jean Robic; 10 июня 1921[…], Конде-ле-Вузье, Арденны — 6 октября 1980[…], Клэ-Суйи) — французский шоссейный велогонщик, выступавший на профессиональном уровне в период 1943—1961 годов. Победитель генеральной классификации «Тур де Франс» 1947 года, чемпион мира по циклокросу, победитель и призёр многих крупных гонок своего времени.

## Биография
Жан Робик родился 10 июня 1921 года в коммуне Вузье департамента Арденны, Франция. По происхождению — бретонец.
В возрасте семи лет вместе с семьёй вернулся на историческую родину в Бретань, проживал в коммуне Раденак. Начал заниматься велоспортом уже в раннем детстве с подачи своего отца, так же страстного любителя велоспорта.
В феврале 1940 года Робик перебрался на постоянное жительство в Париж и устроился на работу веломехаником в компании Sausin. На тот момент он уже имел определённые достижения в небольших региональных гонках, хотя в широких кругах до сих пор оставался неизвестным.
С началом Второй мировой войны в связи с немецким вторжением во Францию спортивная жизнь в стране резко пошла на спад, хотя некоторые гонки всё же проходили, и Робик старался принимать в них участие. Выступал в классических шоссейных дисциплинах и в циклокросе, а в 1943 году получил статус профессионала, присоединившись к команде Génial Lucifer.
В 1944 году во время гонки «Париж — Рубе» неудачно упал и получил перелом черепа. С этих пор на соревнованиях начал носить кожаный защитный шлем, который впоследствии стал его характерной особенностью — ношение шлема в то время ещё не было распространено в велоспорте, и за это ему даже дали прозвище «Кожаная голова» (фр. tête de cuir). Также за небольшой рост и торчащие уши его иногда называли «Козлёнком» (фр. Biquet), а известный спортивный журналист Рене де Латур в журнале Sporting Cyclist приводит прозвище «Хобгоблин с бретонского болота» (англ. the hobgoblin of the Brittany moor).
За четыре дня до начала «Тур де Франс» 1947 года Робик женился на Раймонде Корник и пообещал привезти жене жёлтую майку в качестве свадебного подарка. Будучи дебютантом «Тура», он не рассматривался в качестве фаворита, однако с самого начала стал показывать достаточно высокие результаты: занял девятое место на стартовом этапе, выиграл четвёртый этап. Имея небольшой вес около 60 кг, легко преодолел горные этапы в Альпах, сумел восстановиться во время лёгких средиземноморских этапов и с новыми силами благополучно проехал Пиренеи. Взятые в горах бонусы позволили ему подняться до пятого места в генеральной классификации, а после успешного выступления в 139-километровой гонке с раздельным стартом он оказался на третьем месте. В ходе заключительного этапа лидер общего зачёта Пьер Брамбилла не смог сохранить своё преимущество, Жан Робик и другой представитель Франции Эдуард Фахляйтнер за счёт решительной атаки оставили его позади — именно между ними развернулась борьба за лидерство в генерале. Примерно за 100 км до финиша по просьбе тренера французской национальной сборной к ним также присоединился Люсьен Тессер. Фахляйтнер несколько раз пытался атаковать, но Робик каждый раз отвечал на его атаки. Тессер в конечном счёте уехал вперёд, но гонщики на это не отреагировали, поскольку он не представлял для них опасности в борьбе за жёлтую майку. Известно, что Робик предложил Фахляйтнеру 100 000 франков за помощь, тот согласился работать впереди против преследовавшего их Брамбиллы, надеясь исключительно на удачу и возможное истощение компаньона. Жан Робик продержался до финиша, не выдохся и не упал — таким образом одержал победу в генеральной классификации «Тур де Франс», выплатив в итоге обещанную сумму. Фахляйтнер, ставший в генерале вторым с отставанием в 4 минуты, впоследствии вспоминал упрёки своего товарища по команде Рене Вьетто, который неоднократно говорил ему, что «надо было просить больше».
Робик в будущем ещё девять раз принимал участие в «Тур де Франс», отметился победами на трёх отдельных этапах, хотя повторить свой успех 1947 года ему не удалось. В 1950 году в составе команды Thomann-Riva Sport он выиграл гонку «Рим — Неаполь — Рим», стал первым в истории чемпионом мира по циклокросу, обойдя будущего трёхкратного чемпиона Роже Рондо.
Оставался действующим профессиональным велогонщиком вплоть до 1961 года, хотя в последнее время уже не одерживал громких побед и участвовал в соревнованиях исключительно ради стартовых гонораров.
Имел троих детей: Жан-Лу (род. 1948), Ален (род. 1949) и Кристин (род. 1952). Вместе с семьёй проживал в коммуне Виссу, однако в конечном счёте его брак распался. После завершения спортивной карьеры Робик не мог найти себя в обычной жизни, часто оставался без работы, страдал от сильной депрессии.
Погиб в автокатастрофе 6 октября 1980 года недалеко от коммуны Клеи-Суйи, когда возвращался с вечеринки, устроенной Йопом Зутемелком по случаю своей победы в «Туре». Похоронен на кладбище в Виссу.
Ныне на холме в Руане установлен памятник Жану Робику, спортсмен изображён в своём характерном кожаном шлеме. В здании муниципалитета коммуны Раденак устроена музейная комната памяти Жана Робика, кроме того, улица, на которой находился дом велогонщика, сейчас носит его имя.